# Coleophora remizella
Coleophora remizella é uma espécie de mariposa do gênero Coleophora pertencente à família Coleophoridae.